# Talipariti schlechteri
Talipariti schlechteri là một loài thực vật có hoa trong họ Cẩm quỳ. Loài này được (Lauterb.) Fryxell mô tả khoa học đầu tiên năm 2001.